# Vesna Busić
Vesna Busić (Zagreb, 26. svibnja, 1983.) je njemačka  profesionalna hrvačica  hrvatskog podrijetla. Najbolje je znaju na Američkoj i Europskoj kečerskoj indy sceni s imenima Wesna i Wesna Busic. Hrvala se German Wrestling Federation, Norwegian Wrestling Federation i SHIMMER-u. Poznata je i kao "The Croatian Panther"-

## U profesionalnom hrvanju
- Završni potezi
  - CB4-Driver (Kneeing cradle belly to back piledriver)[3][2]
- Pojedinačni potezi
  - Big boot[2]
  - Bridging German suplex[2]
  - Fisherman driver
  - Front flip neckbreaker[3]
  - High-angle senton bomb[2]
  - Samoan drop[3]